# Hieracium nenukovii
Hieracium nenukovii es una especie de planta con flor del género Hieracium, de la familia Asteraceae, orden Asterales.

## Distribución
Hieracium nenukovii se distribuye por Letonia y Rusia.

## Taxonomía
Fue descrita científicamente por Üksip.